# Janów Lubelski
Janów Lubelski is een stad in het Poolse woiwodschap Lublin, gelegen in de powiat Janowski. De oppervlakte bedraagt 15,42 km², het inwonertal 11.882 (2005).